# ピアノ三重奏曲第2番 (ショスタコーヴィチ)
ピアノ三重奏曲 第2番 ホ短調 作品67は、ドミートリイ・ショスタコーヴィチによって1944年に完成された室内楽曲。ロシアにおけるこのジャンルの伝統を汲んで、追悼音楽として構想され、作曲者の親友イワン・ソレルチンスキーの追憶に献呈された。1944年11月14日にレニングラードにて初演された。
以下の4楽章より成る。
1. アンダンテ
2. アレグロ・ノン・トロッポ
3. ラルゴ －（アタッカ）
4. アレグレット

第1楽章は、チェロ独奏のハーモニクス主題によって開始する。この主題はやがて緩やかな楽節へと発展し、チェロと弱音器つきのヴァイオリンによって、声部交換によって呈示される。すなわちそこではチェロが、たえず非常に高い音域を奏でる中、ヴァイオリンがより低い音域を奏でているのである。
第2楽章は古典的なスケルツォ楽章、第3楽章は伝統的な緩徐楽章の役割を果たしている。前者は至ってきびきびした性格を持ち、後者は哀惜の念を含んでいる。
終楽章は第3楽章から切れ目なく続き、（演奏に12分を要することから）作品全体で最も長い楽章となっている。非常にリズミカルな楽章で、作曲者によって容赦なく（極端なほどに）打ち込まれた「ユダヤの旋律」を中心主題として形成されており、最終的にこの主題が、楽章の後半に入って山場を築き上げるのである。終楽章では、この「ユダヤの主題」のほかに、先行楽章からの引用句も含まれている。第1楽章からは、緩やかな開始の楽句がテンポを速めて再登場し、第2楽章からは開始の緩やかなピアノの楽句が、終楽章の結びの直前に現れている。
終楽章については、墓場を歩き回るというイメージで作曲されたとの噂話も伝えられており、ヴァイオリンがピッツィカートで呈示する主題が、墓場に眠る遺骨の上をうろつく男を描写しているのだと言われた。
この「ユダヤの旋律」は、自作の《弦楽四重奏曲第8番》の第2楽章においても引用されている。

## 関連作品
- チャイコフスキー《偉大な芸術家の想い出に》
- アレンスキー《ピアノ三重奏曲 第1番》
- ラフマニノフ《悲しみの三重奏曲》
- シュニトケ《ピアノ五重奏曲》
- アルバン・ベルク《ヴァイオリン協奏曲》
- 武満徹《弦楽のためのレクイエム》